# Europese weg 38
De Europese weg 38 of E38 is een Europese weg die loopt van Hlukhiv aan de E 101 en de E 391 in Oekraïne, naar Shymkent aan de E 40 en de E 123 in Kazachstan. De route heeft een lengte van 3400 kilometer:
Hlukhiv - Kursk - Voronež - Saratov - Oral - Aqtöbe - Qarabutaq (Қарабұтақ) - Aral (Арал) - Äyteke bī (Әйтеке би) - Qyzylorda - Shymkent.

## Nationale wegnummers
De E38 loopt over de volgende nationale wegnummers, van west naar oost:
| Nummer     | Tracé                |
| Oekraïne   | Oekraïne             |
| ---------- | -------------------- |
| P65        | Hlukhiv - Rusland    |
| Rusland    |                      |
| P199       | Oekraïne - Kursk     |
| A144       | Kursk - Saratov      |
| P236       | Saratov - Kazachstan |
| Kazachstan |                      |
| R236       | Rusland - Oral       |
| M32        | Oral - Shymkent      |